# Едвардспорт (Індіана)
Едвардспорт (англ. Edwardsport) — місто (англ. town) в США, в окрузі Нокс штату Індіана. Населення — 286 осіб (2020).

## Географія
Едвардспорт розташований за координатами 38°48′45″ пн. ш. 87°15′5″ зх. д. / 38.81250° пн. ш. 87.25139° зх. д. (38.812519, -87.251272).  За даними Бюро перепису населення США в 2010 році місто мало площу 0,72 км², уся площа — суходіл.

## Демографія
Згідно з переписом 2010 року, у місті мешкали 303 особи в 128 домогосподарствах у складі 87 родин. Густота населення становила 420 осіб/км².  Було 169 помешкань (234/км²).
Расовий склад населення:
| - 98,3 % — білих - 0,3 % — вихідців з тихоокеанських островів |

До двох чи більше рас належало 0,7 %. Частка іспаномовних становила 1,7 % від усіх жителів.
За віковим діапазоном населення розподілялося таким чином: 19,5 % — особи молодші 18 років, 65,3 % — особи у віці 18—64 років, 15,2 % — особи у віці 65 років та старші. Медіана віку мешканця становила 45,2 року. На 100 осіб жіночої статі у місті припадало 103,4 чоловіків;  на 100 жінок у віці від 18 років та старших — 103,3 чоловіків також старших 18 років.
Середній дохід на одне домашнє господарство  становив 46 597 доларів США (медіана — 45 417), а середній дохід на одну сім'ю — 48 959 доларів (медіана — 47 500). Медіана доходів становила 41 042 долари для чоловіків та 25 833 долари для жінок. За межею бідності перебувало 18,2 % осіб, у тому числі 30,3 % дітей у віці до 18 років та 0,0 % осіб у віці 65 років та старших.
Цивільне працевлаштоване населення становило 152 особи. Основні галузі зайнятості: виробництво — 31,6 %, освіта, охорона здоров'я та соціальна допомога — 16,4 %, будівництво — 10,5 %, сільське господарство, лісництво, риболовля — 7,9 %.